# Kărnare, Plovdiv
Kărnare (în bulgară Кърнаре) este un sat în comuna Karlovo, regiunea Plovdiv,  Bulgaria. 

## Demografie
Componența etnică a satului Kărnare
     Nicio identificare (8,07%)
     Bulgari (63,13%)
     Turci (1,02%)
     Romi (27,75%)
La recensământul din 2011, populația satului Kărnare era de 879 locuitori. Din punct de vedere etnic, majoritatea locuitorilor (63,13%) erau bulgari, existând și minorități de romi (27,75%) și turci (1,02%). Pentru 8,07% din locuitori nu este cunoscută apartenența etnică.